# 寺田省帰
寺田 省帰（てらだ せいき、1857年5月6日（安政4年4月13日）- 1942年（昭和17年）12月9日）は、日本の教育者、実業家、政治家。
衆議院議員、小樽貨物火災保険株式会社社長、富国火災海上保険株式会社社長などを歴任した。

## 経歴
下総国相馬郡井野村（現・茨城県取手市）で、農業・寺田伊兵衛の二男として生まれる。
1877年、千葉県師範学校を卒業。千葉県行徳小学校長、山形県鐘秀学校長、京都府属兼京都府高等女学校教諭を歴任。1890年、釧路小学校長に転じた。
1892年、榎本武揚、北垣国道が所有する小樽の十万余坪を宅地として開発する際、その経営を行う北辰社の主幹に就任。その後、小樽商業会議所特別議員、北海道水力電気取締役、旭川市街軌道社長、小樽運輸社長、小樽漁港社長などを務めた。また、保険業にも携わっており、1921年10月4日に小樽貨物火災保険の社長に就任し、翌年1月28日に同社を富国火災海上保険に改組した。その後も富国火災海上保険の経営に尽力したが、1925年に同社が片倉財閥の傘下に入ることになり、同年1月に社長の座を片倉脩一に譲った。
政界では、小樽区会議員、同議長代理者などを歴任し、小樽公正会（立憲政友会）の中心人物であった。1917年4月、第13回衆議院議員総選挙において北海道庁小樽区で金子元三郎と激しく選挙戦で戦うが僅少で落選。しかし、両派で多数の選挙違反者を出し、同年10月13日、衆議院議員選挙法違反事件について札幌地方裁判所での裁判確定により金子が議員を退職し、寺田が繰上で衆議院議員に就任した。次の第14回総選挙では、憲政会の山本厚三と大激戦の末に僅少で落選。その後、政友会北海道支部幹事長を務めた。

## 編著
- 『民間算術書』上下、三友堂、1881年。

## 親族
- 長男 寺田省一（農林省水産局長）[1][7]